# Ochrostacta
Ochrostacta är ett släkte av insekter. Ochrostacta ingår i familjen dvärgstritar.
Kladogram enligt Catalogue of Life:
| Ochrostacta | \| \| Ochrostacta diadema \| \| \| \| \| \| Ochrostacta physocephala \| \| \| \| |
|             | \| \| Ochrostacta diadema \| \| \| \| \| \| Ochrostacta physocephala \| \| \| \| |
|             | Ochrostacta diadema                                                              |
|             |                                                                                  |
|             | Ochrostacta physocephala                                                         |
|             |                                                                                  |